# Gloeoporus papuanus
Gloeoporus papuanus är en svampart som beskrevs av Corner 1989. Gloeoporus papuanus ingår i släktet Gloeoporus och familjen Meruliaceae.   Inga underarter finns listade i Catalogue of Life.